# Ahi (parti politique)
L'Ahi (hébreu : אח"י, litt. Mon frère, acronyme pour Eretz Hevra Yahadut (hébreu : ארץ חברה יהדות), litt. Terre, Société, Judaïsme) est un parti israélien de droite, nationaliste, néosioniste. Fondé en 2005, il faisait partie de l'alliance Union nationale entre 2005 et 2008. Lors des élections législatives de 2009, il participa à une liste commune avec le Likoud.

## Histoire
Le parti fut fondé le 21 mars 2005 lorsque Effi Eitam et Yitzhak Levy quittèrent le Parti national religieux lors de la 16e session de la Knesset. Ce départ résultait de l'opposition à la faction du parti conduite par Zevulun Orlev, après qu'il eut refusé de démissionner du gouvernement après l'approbation du plan de désengagement de la bande de Gaza. La séparation se produisit quand Effi Eitam fut suspendu de sa fonction de président du parti après qu'il eut échoué à s'unir avec l'Union nationale pour former un grand parti sioniste religieux de droite.
Effi Eitam et Yitzhak Levi appelèrent initialement le nouveau parti Sionisme religieux (hébreu : הציונות הדתית, HaTzionut HaDatit), mais en raison des objections du Parti national religieux indiquant que l'appellation était trop large, une discussion au sein du parti aboutit au nom de Faction connection (hébreu : סיעת התחברות, Siat Hitkhabrut). Le nom final du parti enregistré à la Knesset, le parlement israélien, fut le Parti national religieux sioniste renouvelé (hébreu : מפלגת ציונות דתית לאומית מתחדשת, Miflaget Tzionut Datit Leumit Mithadeshet).
Le 1er août 2005, le parti rejoignit l'Union nationale, aux côtés du Tkuma et du Moledet afin de participer aux élections législatives de 2006, et fut rejoint à la dernière minute par le Parti national religieux. La liste remporta neuf sièges, le Parti national religieux sioniste renouvelé en obtenant deux.
Le 11 novembre 2007, le parti fut rebaptisé Ahi. Le 23 décembre 2008, il quitta l'Union nationale. Pour les élections législatives de 2009, le parti participa à une liste commune avec le Likoud, Shalom Lerner prenant la 39e place de la liste et Edmund Hasin la 45e. La liste n'obtenant que 28 sièges, aucun membre de l'Ahi ne fut élu à la Knesset.
L'enregistrement du parti a été maintenu jusqu'en 2019, lorsqu'il a été relancé par Eli Ben-Dahan, après avoir quitté Le Foyer juif, le successeur du Parti national religieux. Dans le cadre d'un accord avec le Likoud, Ben-Dahan s'est présenté aux élections d'avril 2019 sur la liste du Likoud, mais s'est séparé du parti en juin pour siéger en tant que députés d'Ahi.

## Idéologie
Le parti revendique la fondation d'un Grand Israël (en hébreu Eretz Israel) et soutient la colonisation à Gaza et en Cisjordanie. Il s'oppose fortement à tout retrait de Cisjordanie tout en rejetant l'usage de la violence et la désobéissance civile en particulier envers l'armée israélienne et appelait au respect de l'état de droit. La plate-forme politique du parti insiste aussi sur la lutte contre la corruption, et plus récemment, la justice sociale. Le mouvement est soutenu par le rabbi Shlomo Aviner, pouvant être perçu comme son chef spirituel, le lauréat du prix Nobel d'économie Robert Aumann étant son conseiller scientifique.